# Road Trip: Beer Pong
Road Trip: Beer Pong è una film del 2009 diretto da Steve Rash.
Commedia statunitense direct-to-video, sequel del celebre Road Trip.
Gli unici attori del film originale a comparire sono DJ Qualls e Rhoda Griffis. Il film è stato prodotto dalla Paramount Famous Productions in quanto la Paramount Pictures ha acquisito i diritti sui film della DreamWorks Pictures dopo l'acquisto di quest'ultima nel 2006. Il film è uscito il 11 agosto 2009.

## Trama
Kyle Edwards è una guida incompetente dell'Università della Ithaca; mentre sta facendo fare un tour del campus ad un gruppo di persone visibilmente annoiate, egli racconta la storia di un gruppo di amici campioni di Beer Pong successa qualche anno prima, rianimando l'interesse del gruppo.
La storia inizia quando Katy, la fidanzata di Andy da ormai un anno, si trasferisce nel suo stesso campo per stare più vicino al ragazzo che non vede mai durante l'anno, rinunciando alla scuola dei suoi sogni. Andy, assieme all'amico Jake ed all'agente Korkin, è un campione di Beer Pong ed in seguito ad una vittoria ottengono l'invito per partecipare alle gare nazionali che si svolgeranno fra una settimana. Nel bel mezzo dei festeggiamenti, Andy ricorda agli amici quando tempo prima ha avuto una breve relazione con la bellissima modella Jenna, terminata male. Gli amici convincono Andy di fare tappa a Nashville da Jenna prima di raggiungere i campionati nazionali, tenendo nascosto il tutto a Katy, rimasta sola nel campo. Per ottenere fondi per il viaggio, i tre chiedono una mano economica ad un amico di Jake, Arash, figlio di un ricchissimo despote, ma in quel momento irrompe la CIA che trattiene e tortura i ragazzi, rilasciandoli in una cittadina sperduta di nome Bethesda. Qui i quattro rubano un taxi e, poco più avanti, si fermano in una stazione di servizio per una pausa; capiscono immediatamente che si tratta di uno strip club familiare scadente, ma vengono cacciati quando Arash non riesce a trattenersi ed urina per sbaglio mentre una spogliarellista sta ballando sulle sue gambe. Di nuovo in viaggio, Korkin, amante delle belle donne, carica sulla vettura una ragazza carina trovata a piedi a bordo strada; durante l'ennesima pausa, la ragazza appena conosciuta rapina un supermercato, rubando anche il taxi ai ragazzi, che scappano sul retro del negozio. Disperati, vengono assistiti da un pullman di giovani ragazze facenti parte del movimento sulla castità; la leader del gruppo nonché figlia di un reverendo, col tempo, si innamorerà di Korkin, decidendo di aiutare i ragazzi portandoli fino a Nashville. Giunti a destinazione, Andy (che è anche un musicista, diventato famoso da poco per un video imbarazzante caricato per sbaglio sul web) trova Jenna, che lo fa esibire sul palco di una festa; il video dell'esibizione viene caricato in rete e visto immediatamente da Katy rimasta all'univeristá, che scoppia in lacrime quando sul finale vede il suo ragazzo baciare la bella bionda. Jenna ed Andy, soli su una roulotte, iniziano a baciarsi, ma sul più bello Andy si ferma e dice di non poter continuare perché ama Katy; quest'ultima chiama al telefono Andy dicendogli che è molto arrabbiata per quanto visto sul web. Tuttavia, Katy decide di raggiungere in taxi Andy per parlarsi; qui incontra per caso Jenna che assicura alla ragazza di non aver concluso nulla col suo fidanzato.
Poco prima dell'inizio della partita più importante della loro carriera di Beer Pong, Andy riesce a chiarirsi con Katy e la fa restare ad assistere al match. L'incontro finale sarà contro il tre volte campione in carica Raz-r, nemico dei ragazzi della Ithaca. La partita comincia malissimo e Jake, costretto a bere fin troppo in quanto gli avversari non sbagliano un colpo, sviene. Katy, che sta osservando come la squadra del suo ragazzo stia soccombendo, escogita un piano: si toglie il soprabito e si avvicina a Raz-r, baciandolo; qui Andy, un po' dispiaciuto, capisce che è il momento perfetto per vincere la partita, mandando la pallina in buca nel bicchiere che ha in mano l'avversario deconcentrato dal bacio. Il team di Ithaca vince e Katy perdona definitivamente Andy; Korkin si è ufficialmente fidanzato con Sarah, la leader delle ragazze caste; Arash ha trovato lavoro come centralinista in un centro assistenza in quanto poco prima, in viaggio, si era innamorato della voce di una ragazza impiegata in quel centro mentre Jake è diventato allenatore della squadra di Beer Pong della Ithaca.